# Atkinson (Dominica)

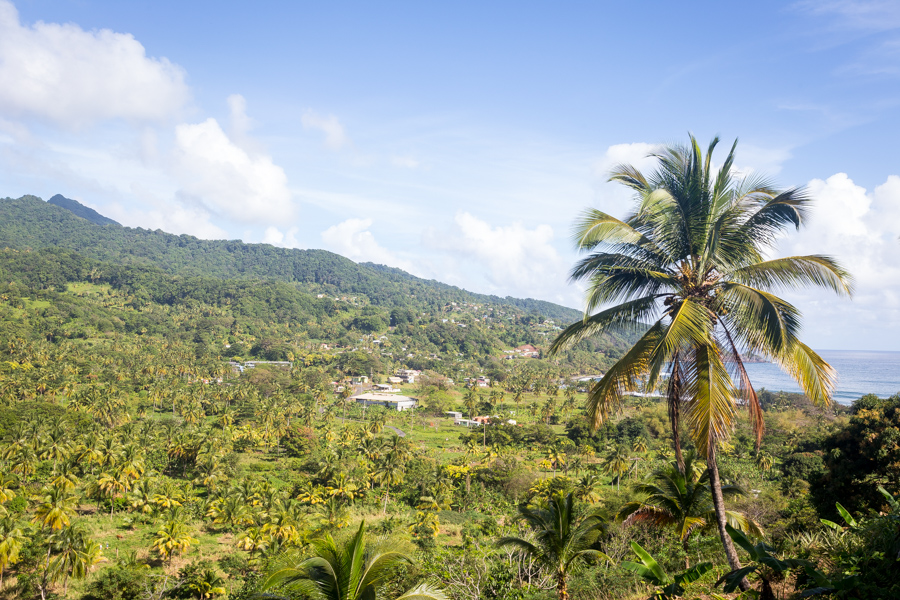

Atkinson é uma cidade de Dominica localizada na paróquia de Saint Andrew.